# 長沼妙佼

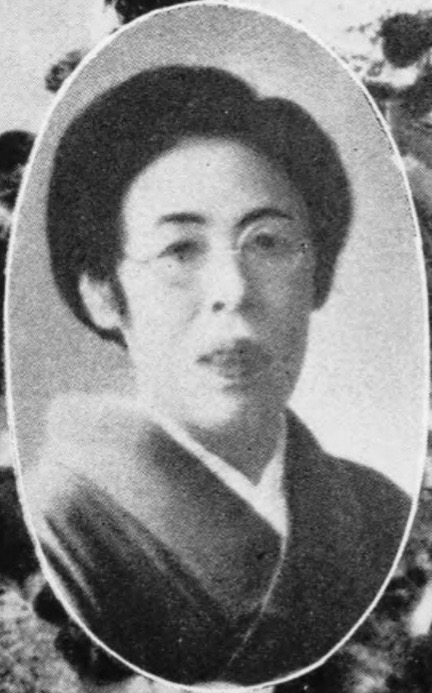
長沼妙佼

長沼 妙佼（ながぬま みょうこう、1889年12月25日 - 1957年9月10日）は、日本の宗教家、立正佼成会の元副会長。現在は、脇祖として尊崇されている。改名前の名前は長沼政（まさ）という。

## 経歴
埼玉県北埼玉郡志多見村（現・加須市）出身。16歳の時に姉の養女となり、天理教に入信。25歳で結婚後、夫の身持ちの悪さから11年後に離婚。その後、41歳で再婚。夏は氷屋、冬は焼き芋屋の「埼玉屋」という店のおかみさんをしていた。40代後半、心臓弁膜症、喘息、胃下垂、子宮内膜炎が悪化し、寝込むことが多くなった。これを聞いた庭野日敬は、霊友会に入ることを勧め、これに納得し、入会した。
1938年、霊友会会長小谷喜美との対立から霊友会を脱会し、庭野や村山日襄らと大日本立正交成会（後の立正佼成会）を設立。1943年に副会長に就任。